# Sokół Szczyrk
Stowarzyszenie Sportowo-Rekreacyjne Ludowe Zespoły Sportowe Sokół Szczyrk – polski klub sportowy z siedzibą w Szczyrku.
Klub powstał w latach 1948–1949 w miejscu działającego od 1937 roku Klubu Narciarskiego Szczyrk. Posiada sekcje w trzech dyscyplinach sportu: skokach narciarskich, narciarstwie alpejskim i kolarstwie górskim. Jego zawodnicy startują również w zawodach w kombinacji norweskiej.
Barwy klubu reprezentowali między innymi Stefan Hula, Maciej Bydliński, Szczepan Kupczak, Krzysztof Biegun, Kinga Rajda czy Kacper Kupczak.